# Тёрнер, Виктор
Виктор Уиттер Тёрнер (англ. Victor Witter Turner, 28 мая 1920, Глазго — 18 декабря 1983, Шарлотсвилл, Виргиния, США) — английский и американский антрополог.

## Биография
Сын инженера и актрисы. Начинал учиться в Лондоне как филолог, но заинтересовался антропологией (к этому его подтолкнула Вторая мировая война). Закончил Манчестерский университет, где учился у крупного исследователя социальных изменений и религиозных движений Макса Глакмана, в 1950—1954 годах работал в Центральной Африке. В 1961 годах переехал в США, преподавал в Корнеллском и Чикагском университетах. Ряд работ написан им вместе с женой Эдит Л. Тёрнер, тоже полевым антропологом.  Тёрнер был также научным сотрудником
Центра перспективных исследований  поведения (Center for Advanced Behavior Sciences) в Стэнфордском университете.

## Профессиональные интересы и занятия
Брюс Капферер отмечал, что Тёрнер находился под очень большим влиянием Ницше, психоаналитиков, феноменологии; на него повлияли труды Маргарет Мид и Альфреда Радклифф-Брауна. Он — один из виднейших представителей символической антропологии, его внимание сосредоточено на символических системах, объединяющих человеческие сообщества в различные более или менее устойчивые формы; в этом плане его нередко сопоставляют с другим влиятельнейшим антропологом данного направления — Клиффордом Гирцем. Развивая идеи Арнольда ван Геннепа о ритуалах перехода (фр. rites de passage), Тёрнер исследовал лиминальные (пороговые, крайние, пограничные) сообщества и состояния коллективной жизни, феномены «антиструктуры» — явления раскола и разрыва, коллективного протеста, массовой аскезы, добровольной нищеты и утопического равенства, их роль в разные эпохи. Одним из главных предметов его интереса стало религиозное паломничество, состояние и формы жизни «в пути». Символы и системы символов, символические классификации для Тёрнера не статичны: они включены в действие (обычай, ритуал, церемониал, социальный конфликт, социальное движение) и в этом смысле должны быть поняты в их реальной работе, в «исполнении», в конкретности и динамике, как «ритуальный процесс» (название одной из главных книг Тёрнера). Отсюда интерес Тёрнера к феноменам игры, драматическому представлению и, среди прочего, к современным театральным экспериментам (хеппенинг, перформанс и др.).

## Воздействие и признание
Тёрнеровские концепции лиминальности и коммунитарности, его исследования схизматических движений, явлений бунта и протеста, феноменов паломничества сформировались в рамках теоретического и методологического «поворота» социальных и гуманитарных наук на рубеже 1950—1960-х годов и оказали большое влияние на исследовательскую практику этого периода и последующих лет, их значение вышло далеко за пределы антропологии. Его идеи включили в свою работу историки, теологи и религиоведы, социологи искусства, исследователи театра. В 1990—2000-х годах труды Тёрнера, в частности — его исследования религиозного паломничества, вызвали острую критику (особенно со стороны теологии) и подверглись серьёзной ревизии, однако сохраняют своё значение для современных гуманитарных и социальных дисциплин. Книги Тёрнера переведены на многие языки.
С 1999 в США вручается премия Виктора Тёрнера за труды по этнографии и этнологии.

## Основные труды
- The Forest of Symbols: Aspects of Ndembu Ritual (1967)
- Schism and Continuity in an African Society (1968)
- The Ritual Process: Structure and Anti-Structure (1969)
- Dramas, Fields, and Metaphors: Symbolic Action in Human Society (1974)
- Image and Pilgrimage in Christian Culture (1978)
- From Ritual to Theatre: The Human Seriousness of Play (1982)
- Liminality, Kabbalah, and the Media (1985)
- The Anthropology of Performance (1986)
- The Anthropology of Experience (1986)

## Публикации на русском языке
- Проблема цветовой классификации в примитивных культурах// Семиотика и искусствометрия. М.: Прогресс, 1972
- Символ и ритуал. М.: Наука; Главная редакция восточной литературы, 1983 (фамилия автора транскрибирована как Тэрнер)